# القط ذو الحذاء (فلم 2011)
القط ذو الجزمة (بالإنجليزية: Puss in Boots) هو فيلم فنتازيا أُصدر في الولايات المتحدة سنة 2011.

## طاقم التمثيل
- أنتونيو بانديراس
- زاك غاليفياناكيس
- سلمى حايك
- بيلي بوب ثورنتون

## الميزانية والإيرادات
بلغت تكلفة إنتاج الفيلم حوالي 130 مليون دولار بينما حقق أرباحا تقدر بـ 554,709,226 دولار.

## وصلات خارجية
- مقالات تستعمل روابط فنية بلا صلة مع ويكي بيانات